# مقاطعة تشيسكا ليبا
مقاطعة تشيسكا ليبا (بالتشيكية: Okres Česká Lípa)‏ هي مقاطعة (أوكريس) في إقليم ليبيريتس في جمهورية التشيك.
عاصمة هذه المقاطعة هي مدينة تشيسكا ليبا.

## اقرأ أيضاً
- مقاطعات جمهورية التشيك